# Temporal (Lahane Oriental)

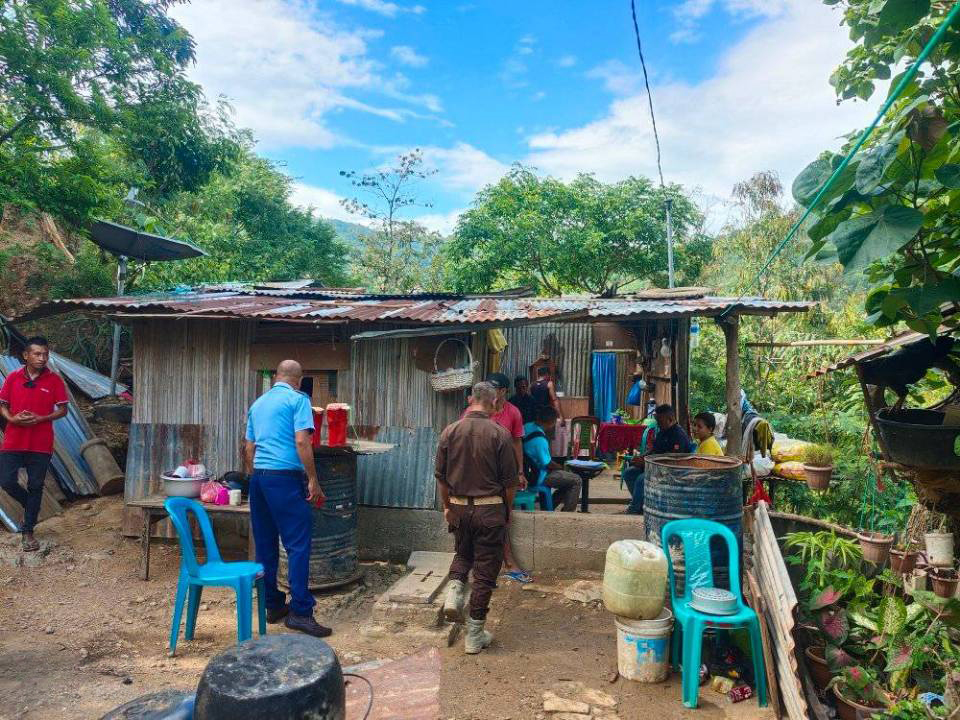
Temporal (2023)

Temporal ist eine osttimoresische Aldeia. Sie liegt im Osten des Sucos Lahane Oriental (Verwaltungsamt Nain Feto, Gemeinde Dili). Im Norden grenzt Temporal an die Aldeias Deposito Penal und Monumento Calma, im Westen an die Aldeia Tuba Rai und im Süden an die Aldeias Metin, Sare und Becoe. Durch Temporal verläuft der Bemori, ein Nebenfluss des Mota Claran, der nur in der Regenzeit Wasser führt. Die Besiedlung beschränkt sich weitgehend auf die Westseite des Flusses und die beiden Seiten des Ufers.
In Temporal leben 1277 Menschen (2015).